# 132 Eskadra Myśliwska

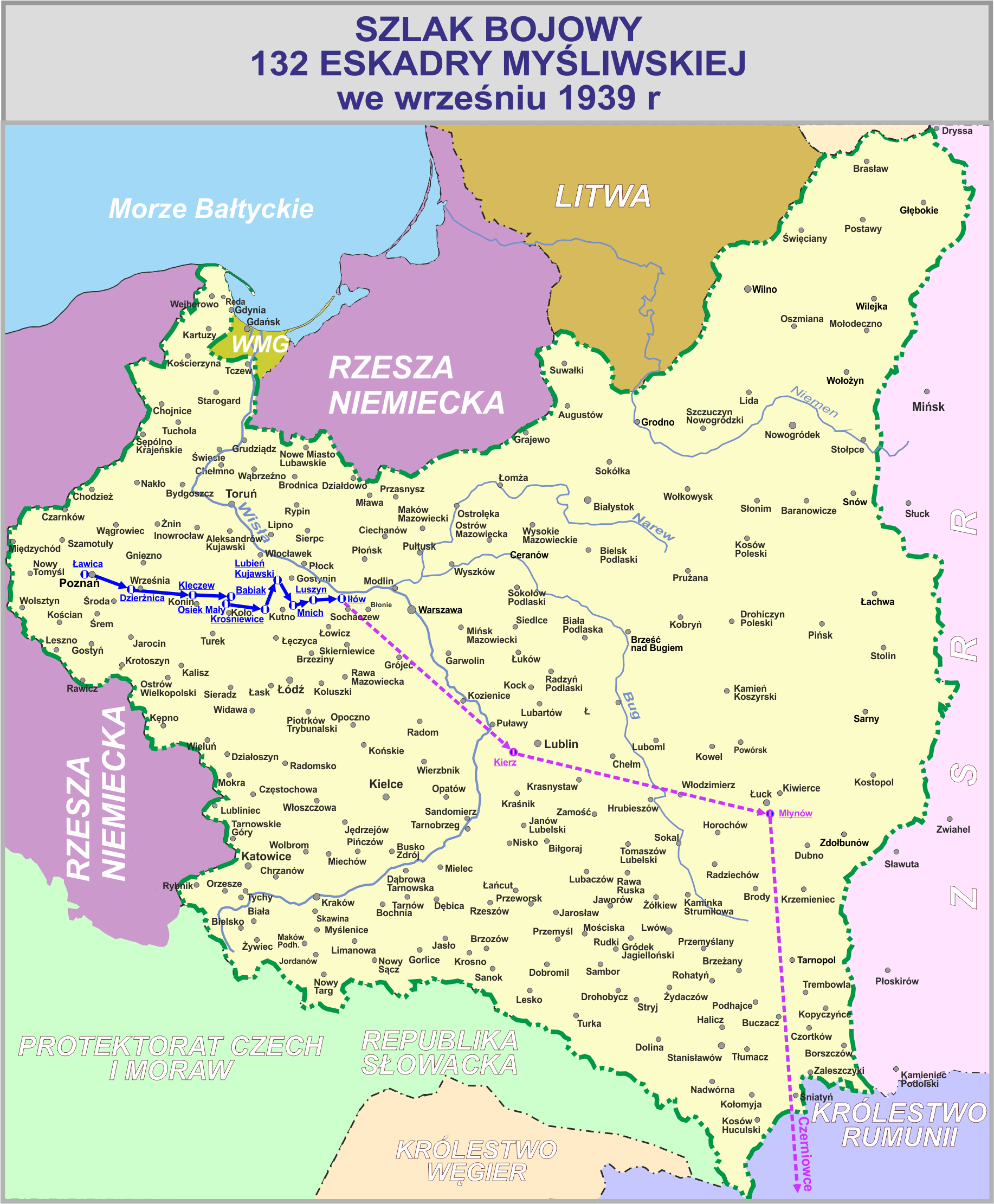

132 eskadra myśliwska (132 em) – pododdział lotnictwa myśliwskiego Wojska Polskiego w okresie II Rzeczypospolitej, poprzednio nosząca nazwy: 4 eskadry bojowej wielkopolskiej,  15 eskadry myśliwskiej i 112 eskadry myśliwskiej. Walczyła w wojnie polsko-bolszewickiej w 1920 roku oraz kampanii wrześniowej 1939 roku, w składzie lotnictwa Armii „Poznań”.
Godła eskadry:
- dwa białe poziome prostokąty na tle zielonego kwadratu z białą obwódką[1],
- „kruk z niebieskimi lotkami” na tle białego rombu[2][3] (od lipca 1933[4]).

## Eskadra w walce o granice
25 maja 1919  na lotnisku Ławica w Poznaniu została sformowana 4 eskadra bojowa wielkopolska (tzn. „myśliwska”, w odróżnieniu od eskadr „polowych”). Dowódcą został por. pil. Jerzy Dziembowski, początkowo eskadra miała 6 pilotów. Eskadra była pododdziałem Sił Zbrojnych Polskich w byłym zaborze pruskim.
Posiadała samoloty poniemieckie, początkowo 3 myśliwce Albatros D.III, 2 Fokker D.VII i 1 Fokker D.VIII (E.V). Od lipca 1919 do treningu używano francuskich myśliwców SPAD VII, następnie doszły dalsze Fokkery D.VII.
20 września 1919 stacjonowała na Ławicy, pozostając w dyspozycji Naczelnego Dowództwa.
W lutym 1920, w ramach zjednoczenia Wojska Wielkopolskiego z Wojskiem Polskim, została przemianowana na 15 eskadrę myśliwską. Przebazowana na lotnisko w Bydgoszczy, stanowiła rezerwę Naczelnego Dowództwa. W kwietniu 1920  eskadra liczyła 7 pilotów i 9 myśliwców Fokker D.VII, 2 SPAD VII i 1 dwumiejscowy samolot wielozadaniowy Albatros B.II (część samolotów niezmontowana). Dowódcą był por.pil. Jerzy Dziembowski. Wśród lotników był m.in. ppor. obs. Zdzisław Bilażewski.
W maju 1920  eskadra została wysłana na front wojny polsko-radzieckiej i włączona do III Dywizjonu. 16 maja 1920  eskadra dotarła na lotnisko Wapniarka na Podolu, skąd prowadziła rozpoznanie i atakowała cele naziemne podczas działań bojowych przeciw bolszewikom lekkimi bombami i ogniem broni pokładowej. M.in. 24 maja 5 samolotów zniszczyło radziecką baterię artylerii w Zielonce, a 27 i 28 maja eskadra aktywnie uczestniczyła w atakach na stację kolejową Malewannaja, znajdujący się tam tabor i pociągi pancerne (z 5. i 21. eskadrą).
Na początku czerwca w związku z postępami wojsk radzieckich eskadrę wycofano do Płoskirowa, gdzie przez pewien czas odpoczywała, a od 25 czerwca wznowiła działania z lotniska w Deraźni. 27 czerwca jednak ponownie została wycofana do Płoskirowa, a 1 lipca dalej do Tarnopola, po czym 14 lipca do Lwowa, gdzie odtwarzała gotowość bojową, otrzymując nowe samoloty. Na wyposażeniu miała wówczas kilka myśliwców Fokker D.VII, jeden Fokker D.VIII (E.V) oraz jeden wielozadaniowy Albatros B.II. Od 21 lipca eskadra wznowiła działalność z lotniska Lewandówka pod Lwowem.
Mimo planów przebazowania do Radomia, celem wsparcia 4 Armii w Bitwie Warszawskiej, pozostała we Lwowie w III dywizjonie wspierając 6 Armię. Armia i cały Front Południowy miały za zadanie bronić Lwowa i szachować kawalerię Budionnego w Małopolsce Wschodniej. Dowódcą eskadry w bitwie pod Lwowem był por. Dziembowski, w skład pilotów wchodzili m.in. Antoni Bartkowiak, Józef Hendricks, Edward Lewandowski, Stanisław Rozmiarek.
15 sierpnia eskadra jako pierwsza z III dywizjonu rozpoczęła ataki  na konnicę Budionnego w okolicy Bugu. Tego dnia rozbito w przymusowych lądowaniach dwa samoloty uszkodzone ogniem karabinów maszynowych – śmiertelnie ranny został sierż. Rozmiarek, a por. Hendricks zdołał uniknąć niewoli. Od 16 sierpnia eskadra w składzie całego III dywizjonu wykonywała intensywne loty w celu powstrzymania armii Budionnego, wdzierającej się w lukę, szczególnie w dniach 17 i 18 sierpnia. M.in. 17 sierpnia dowódca eskadry por. Dziembowski wykonał 4 loty, ppor. Lewandowski 4 loty. 18 sierpnia ppor. Lewandowski został jednak zestrzelony.
W obawie przed zajęciem Lwowa, pod wieczór 18 sierpnia dywizjon, w tym 15 eskadra, odleciała do Przemyśla, we Lwowie pozostało jedynie dowództwo lotnictwa frontu i armii z mjr pil Cedric Fauntleroyem na czele. Kontynuowano jednak stamtąd mniej nasilone loty bojowe w rejonie Lwowa, głównie rozpoznawcze, a 24 sierpnia dywizjon powrócił pod Lwów. 25 sierpnia eskadra dysponowała 4 samolotami sprawnymi, 6 w remoncie i 3 w montażu.
Na przełomie sierpnia i września 1920 eskadra ponownie walczyła z kawalerią Budionnego, podczas bitwy pod Komarowem. M.in. 31 sierpnia ppor. Bartkowiak wykonał 4 loty i rozproszył kilkusetosobowy oddział jazdy w rejonie Cześnik pod Zamościem. Z uwagi na oddalenie rejonu bitwy, eskadra urządziła lotnisko wysunięte pod Korczowem. 8 października Eskadra przebazowała do Zdołbunowa, wykonując loty bojowe do 17 października.
Ogółem, od maja do października 1920, 15 eskadra wykonała 277 lotów bojowych, tracąc 4 samoloty od ognia z ziemi (dalsze 3 uszkodzono w walce) i jednego pilota zabitego i jednego rannego. Nie dochodziło do walk powietrznych.

## Eskadra w okresie pokoju
Po zakończeniu działań wojennych, na mocy rozkazu z 18 stycznia 1921  15 eskadra myśliwska stacjonowała w Ostrowie Wielkopolskim. W sierpniu 1921  15 eskadra myśliwska wchodziła w skład V dywizjonu myśliwskiego 3 pułku lotniczego w Poznaniu-Ławicy. Zgrupowano w niej myśliwce Albatros D.III (Oef).
W 1925  eskadra została przemianowana na 112 eskadrę myśliwską. W dalszym ciągu wchodziła w skład V dywizjonu myśliwskiego 3 pułku lotniczego. W 1927 na uzbrojenie weszły myśliwce Blériot-SPAD S.51 i Blériot-SPAD S.61.
Jesienią 1928, w ramach uporządkowania nazewnictwa, 112 eskadra myśliwska została przemianowana na 132 eskadrę myśliwską. Na jej wyposażeniu pozostawały samoloty Spad.
W pierwszym półroczu 1929 zwiększono etaty eskadr myśliwskich z 6 samolotów do dziesięciu. Umożliwiło to doskonalenie pilotów zarówno indywidualnie, jak i w działaniu zespołowym. Stąd też pod koniec lat dwudziestych i w latach następnych wszystkie jednostki myśliwskie bardzo intensywnie ćwiczyły, brały udział w koncentracjach lotnictwa oraz w manewrach letnich i zimowych wielkich jednostek wojsk lądowych
W drugim półroczu 1931 sukcesywnie wprowadzano do eskadry nowe samoloty PWS-10. Zapewniały one znacznie większe bezpieczeństwo lotu.
3 maja 1932 eskadra wzięła udział w paradzie wojskowej, przelatując w szyku „rój” po osi przemarszu oddziałów wojskowych ulicami Poznania.
Rozkazem I Wiceministra Spraw Wojskowych nr 3338/33 tjn. Org. z 3 października 1933 przydzielono do 3 pułku lotniczego absolwentów Szkoły Podoficerów Lotnictwa dla Małoletnich. Pięciu z nich trafiło do 132 eskadry.
W drugiej połowie 1933 rozpoczęto wymianę PWS-10 na PZL P.7a. Wycofany sprzęt przekazano do organizującej się 133 eskadry myśliwskiej.
Jesienią 1933, w pierwszą rocznicę tragicznej śmierci zwycięzców „Challenge 1932” – kpt. pil. Franciszka Żwirki i inż. Stanisława Wigury, odbyło się odsłonięcie pomnika w Łucku przy udziale między innymi klucza samolotów 132 eskadry pod dowództwem kpt. pil. Mieczysława Műmlera.
Latem 1934 eskadra uczestniczyła w koncentracji i ćwiczeniach jednostek lotniczych zgrupowanych na lotniskach polowych w rejonie Gniezna. Celem koncentracji i ćwiczeń zorganizowanych przez 3 Grupę Aeronautyczną było sprawdzenie wyszkolenia jednostek lotniczych w zakresie: zmiany lotnisk, wykonywania lotów w dużych zgrupowaniach oraz opanowania grupowych startów, zbiórek w powietrzu i lądowań. Były to pierwsze tego typu ćwiczenia tak dużej liczby eskadr różnego przeznaczenia, zakończone przelotem do Warszawy i wzięciem udziału w defiladzie powietrznej.
W 1935, jak co roku, piloci eskadry wzięli udział w manewrach zimowych i letnich jednostek dowództwa Korpusu nr VII.
W 1936 eskadra została przezbrojona w samoloty PZL P.11a i P.11c, które pozostały na jej wyposażeniu do czasu działań wojennych 1939.
W sierpniu sztaby 1. i 3 Grupy Lotniczej zorganizowały ćwiczenia zakończone koncentracją i defiladą powietrzną w Warszawie. Uczestniczyła w nich między innymi 132 eskadra
Zimą 1937 klucze eskadry współpracowały z oddziałami 25 Dywizji Piechoty podczas zimowych ćwiczeń międzydywizyjnych.
We wrześniu na lotnisku Ławica odbyła się koncentracja i ćwiczenia grupowe lotnictwa myśliwskiego 3 Grupy Lotniczej.
Rok 1938 eskadra wykorzystała na podnoszenie kwalifikacji lotniczych oraz uczestniczyła w manewrach letnich wojsk lądowych odbywających się na terenie Wielkopolski i Pomorza. Dużym sukcesem zakończył się udział zespołu pilotów myśliwskich 3 pułku lotniczego w organizowanych corocznie zawodach lotnictwa myśliwskiego. Kpr. pil. Kazimierz Mazur ze 132 eskadry zdobył I miejsce w konkurencji indywidualnej mistrzostw lotnictwa myśliwskiego. Nagrody wręczał dowódca Lotnictwa gen. bryg. pil. inż. Ludomił Rayski.

## Działania 132 eskadry myśliwskiej w 1939
W lutym 1939 eskadra odbyła szkołę ognia na poligonie w Biedrusku. Od wiosny 1939 rozpoczęto powoływanie rezerwistów do eskadry za pomocą indywidualnych kart MOB. Piloci intensywnie doskonalił się szczególnie w walkach powietrznych indywidualnych oraz pozorowanych atakach na załogi „Karasi” z eskadr liniowych.
W drugiej połowie czerwca wcielono do eskadry sześciu podchorążych, absolwentów Szkoły Podchorążych Lotnictwa w Dęblinie, a w lipcu dwóch oficerów rezerwy pilotów.

### Mobilizacja eskadry
Mobilizacja sierpniowa eskadra przeprowadziła na macierzystym lotnisku Ławica. W dniu ogłoszenia alarmu bojowego dokonano tylko ostatecznych uzupełnień sprzętu i personelu, załadowano w samolotach ostrą amunicję, spakowano wszystkie części zamienne, pomocnicze agregaty, benzynę, prowiant, amunicję, kancelarię, tak że eskadra w ciągu około 4 godzin była gotowa do przesunięcia na lotnisko polowe.
26 sierpnia do Dzierznicy odjechał rzut kołowy, skąd następnego dnia przeniósł się na lądowisko Gułtowy. Do Dzierznicy powrócono 31 sierpnia w godzinach rannych już po przylocie rzutu powietrznego.
Natomiast rzut powietrzny odleciał z Ławicy o świcie 31 sierpnia do Dzierznicy. Po powrocie z odprawy mjr Mumler zarządził wyszukiwanie lądowisk na zasadzki.
Punkt dowodzenia urządzono  w pobliskim dworze. Tam też zakwaterowano personel.
Zgodnie z rozkazem dowódcy 3 pułku lotniczego, na lotnisku Ławica pozostał 3-samolotowy klucz pilotów 132 eskadry w charakterze zasadzki myśliwskiej.

### Walki eskadry w kampanii wrześniowej
Kampanię wrześniową 132 eskadra myśliwska odbyła w składzie III/3 dywizjonu myśliwskiego w ramach lotnictwa Armii „Poznań”.
1 września 1939 dowódca dywizjonu powiadomił żołnierzy eskadry o stanie wojny z III Rzeszą Niemiecką. Nakazał podjęcie działalności bojowej w oparciu o meldunki sieci dozorowania.
W rejonie Wielkopolski Niemcy rozpoczęli wojnę zmasowanymi nalotami na miasta, osiedla, zakłady przemysłowe oraz węzły komunikacyjne. W południe bombardowano Poznań i lotnisko Ławica.
Mimo mgły wystartował ppor. Gudelis-Kostecki z zasadzki na Ławicy. Po 20 minutach lotu  wylądował nic nie przechwyciwszy. Około 12.00 wystartował klucz:  Gudelis-Kostecki, Jasiński i Pudelewicz. W tym czasie bombardowane było lotnisko i obiekty dowództwa 3 pułku lotniczego.
Tak walkę opisał obserwujący ją z ziemi młodszy majster wojskowy Roman Kowalski:

Lotnisko okryło się kurzeni i smrodem palącego się prochu z wybuchu bomb. Wybiegiem z hangaru. Położyłem się na ziemi i obserwowałem niebo. Widziałem lecące niemieckie bombowce – widocznie nie zauważyły startu naszych myśliwców. Kostecki osiągnął większą wysokość i kiedy Niemcy byli w zakręcie – zaatakował jak jastrząb z tyłu i z góry prowadzącego, oddając serię z karabinów maszynowych. Szyk został rozbity. Kostecki ponowił atak na ten sam samolot. Po drugim ataku zestrzelony Niemiec spadł w kierunku Żbikowa. Nikt nie wyskoczył z samolotu. Pozostali, zebrali się w trójki i dwójki, obniżyli lot, ostrzeliwując z broni pokładowej ludzi będących na lotnisku. Kosteckiego zaatakowały myśliwce z boku i z góry. Ich siła ognia była bardzo duża. Cały czas latali z dużą prędkością. Kostecki wycofał się z walki, a Jasiński z przewagą wysokości czekał z boku. Trzech Niemców zaatakowało Pudelewicza – Jasiński natychmiast zareagował i z boku, z góry oddaje serię strzałów. Dwóch Niemców rezygnuje z walki, a ten do którego strzelał Jasiński – leci w kierunku Solacza. Mam wrażenie, że i ten został zestrzelony, bo obniżył lot bardzo szybko...

Według nowych ustaleń, ppor. Mikołaj Gudelis-Kostecki i kpr. pil. Adam Jasiński zestrzelili dwa myśliwce Messerschmitt Bf 109E z dywizjonu II./ZG 1, będące pierwszymi samolotami tego typu utraconymi przez Niemców podczas wojny. Po wylądowaniu i załadowaniu amunicji klucz ppor. Kosteckiego odleciał do Dzierżnicy. Bombardowanie Ławicy i Poznania spowodowało wiele ofiar w ludziach i strat materialnych.
Po południu na zasadzkę w Kamieniu odlecieli: kpt. Jastrzębski, ppor. Bibrowicz, podchorążowie: Olewiński, Pudelewicz, Wapniarek i kpr. Jasiński, a trzech rezerwowych pilotów: pchor. Jaroszka, kaprale Chojnacki i Kuik zabrało się samochodem z ekipą mechaników. Kapral Mazur został przydzielony do zasadzki Kobylepole. Reszta personelu latającego eskadry przebywała w rezerwie na lotnisku Dzierżnica.
W tym dniu, poza zwycięstwami ppor. Kosteckiego i kpr. Jasińskiego, nie odnotowano innych sukcesów. Zawiodła sieć dozorowania, a przede wszystkim okręgowa zbiornica w Poznaniu. Meldunki o przelotach niemieckich samolotów były z reguły spóźnione. Jak się potem okazało, zło leżało w organizacji pracy zbiornicy, nastawionej przede wszystkim na alarmowanie Poznania zamiast dywizjonu. Z konieczności, naprowadzanie pilotów odbywało się przy pomocy radiostacji dywizjonowej i płacht sygnalizacyjnych.
2 września na zasadzce pod Kaliszem piloci Jastrzębski, Bibrowicz i Pudelewicz meldowali zestrzelenie 3 Ju-86.
3 września dowódca dywizjonu nakazał zorganizować zasadzki w Gębarzewie i Żninie. Do Gębarzewa polecieli ppor. Łuczyński, pchor. Maliński i kpr. Jasiński. Jedną z walk tak opisuje pchor. Maliński:

W rejonie Gębarzewa [...], zauważyliśmy He-111, sformowane schodami w górę w 4 kluczach. Żeby nie pozwolić się wykryć, lecieliśmy na wysokości najniższego klucza prowadzącego. Ppor. Łuczyński, kiedy byliśmy 2000 metrów od formacji, dał rozkaz strzelania «każdy na swojego... po minięciu zawrót w górę».... Serie trwały dość długo jak na atak czołowy. Po wyjściu w górę i wykonaniu zawrotu znalazłem się na wysokości wyższej od ostatniego klucza Heinkli, ale nieco z tyłu (500 m). Odległość ta zaczęła się raptownie powiększać, również zauważyłem palącego się bombowca nieprzyjaciela znacznie niżej od innych, który zmienił kierunek w stronę Gniezna, a którego atakowały nasze myśliwce. Dwa ostatnie klucze Heinkli kierowały się na południe, między którymi dzieliła mnie odległość już około 2 km. Natomiast inny klucz w tym czasie skierował się na północ, kontynuując zakręt na zachód. Ten nieoczekiwany manewr dał mi szansę wykonania ataku, zaczynającego się od pozycji 90°, a skończonego poprzez lewoskrzydłowego do odległości kilkudziesięciu metrów, kiedy to zauważyłem znak na kadłubie «karowego asa». Po przejściu pod ogon amunicja mi się skończyła, a jedynym widocznym znakiem uszkodzenia przeciwnika był biały dym z całej połowy wewnętrznej krawędzi skrzydła. Ataku nie ponawiałem, bo nie było czym i wróciłem do Gębarzewa.

Dowódca dywizjonu zaliczył pchor. Malińskiemu zestrzelenie He-111.
Startujący z zasadzki Kobylepole kpr. Mazur zestrzelił wspólnie z pchor. Kabatem kolejnego He-111. Natomiast zasadzka pod Kaliszem, mimo licznych startów, nie powiększyła bilansu zwycięstw. Nadal szwankowała łączność ze zbiornicą dozorowania.
4 września w Gębarzewie ppor. Łuczyński zniszczył w walce rozpoznawczego Do-17, a zasadzka w Kaliszu skutecznie spędzała samoloty rozpoznawcze Luftwaffe oraz formacje bombowców.
Po południu dowódca dywizjonu nakazał ewakuację lotniska Dzierżnica, przenosząc się na lądowisko Gaj. Z uwagi na zły stan dróg zmienił decyzję i wyznaczył dla eskadry lotnisko Kleczew.
5 września trwały kolejne przegrupowania. Większość samolotów była na lotnisku w Ślesinie. Ściągnięto tu pilotów z zasadzek w Żninie (131 EM) i Jankowie koło Kalisza. Przed południem 6 pilotów eskadry pod dowództwem kpt. Jastrzębskiego ubezpieczało załogi 34 eskadry rozpoznawczej. Późnym popołudniem, po starcie na przechwycenie bombowców wracających z bombardowania Koła, ppor. Pudelewicz zestrzelił He 111P z dywizjonu III./KG 4. Załoga niemiecka wyskoczyła na spadochronach, a Pudelewicz otrzymał jako pamiątkę pistolet jednego z członków załogi. Dywizjon przeniósł się o zmroku na lotnisko Osiek Mały, lecz samolotu 132 eskadry pozostały na zasadzkach w Ślesinie (6) i Gębarzewie (3).
6 września dywizjon (bez 132 eskadry) walczył w rejonie Konin – Koło. W wyniku starć ppor. Bibrowicz i kpr. Kulik meldowali zniszczenie 2 „Ju-86” (nowsze źródła nie potwierdzają tego). Po południu z rozkazu dowódcy lotnictwa armii zlikwidowano zasadzki w Ślesinie i Gębarzewie i 132 eskadra dołączyła do dywizjonu na lotnisku Osiek Mały.
Rano 7 września wykonywano loty patrolowe. Około 7.00 patrol czterech pilotów 132 EM, dowodzonych przez por. Wiśniewskiego ze 131 EM, patrolując w rejonie Kalisz–Koło, zaatakował grupę Heinkli. Prawdopodobnie ppor. Jan Maliński zestrzelił jednego He 111, utraconego przez Niemców (prawdopodobnie z KG 26), lecz następnie w toku walki z ubezpieczającymi myśliwcami Bf 109 sam został zestrzelony i ratował się skokiem ze spadochronem. Trafił do szpitala w Kole.
Po południu patrol w składzie: ppor. Łuczyński, ppor. Wapniarek i kpr. Mazur (ze 131 EM), starli się w rejonie Łowicza z bombowcami Dornier Do 17. Ppor. Paweł Łuczyński goniąc uciekającego i postrzelonego Dorniera, zaczepił skrzydłem o drzewo i rozbił samolot, tracąc przytomność. Rannego Łuczyńskiego ulokowali Niemcy w szpitalu, a po wyleczeniu osadzili w obozie jenieckim. Do 17 (prawdopodobnie należący do 1.(F)/124) spadł następnie w pobliżu Opoczna. 
Pod wieczór dywizjon przegrupował się na lotnisko polowe Ostrowy. Z uwagi na brak samochodów, rzut kołowy przemieszczał się w dwóch etapach. Pierwszy transport odjechał wieczorem, a następny – po przyjeździe samochodów z nowego miejsca postoju.
8 sierpnia kontynuowano loty patrolowe. Odnotowano kolejne zwycięstwa: kpt. Jastrzębski miał zniszczyć 1 Me-110, a pchor. Olewiński – Dorniera 17. Zdaniem J. Cynka, wobec wielkich rozbieżności w sprawozdaniach i relacjach co do dat, nie wydaje się to jednak możliwym w świetle dokumentów niemieckich. Strat własnych nie było. Eskadra zmieniła następnie lotnisko na Lubień. Doszło do reorganizacji dywizjonu III/3, który składał się  teraz tylko ze 132 eskadry, wzmocnionej przez pilotów i pozostałe samoloty rozwiązanej 131 eskadry myśliwskiej.
9 września po godz. 16 w celu przechwycenia samolotu rozpoznawczego Hs 126 z lotniska w Lubieniu wystartowali podporucznicy Jaroszka i Kabat z klucza alarmowego. W walce z czterema samolotami Bf 109E eskorty z dywizjonu I.(J)/LG 2, ppor. Witold Jaroszka został zestrzelony i ratował się skokiem ze spadochronem nad wsią Dąbrowice. Ze względu na małą wysokość, spadochron nie otworzył się i pilot zmarł po upadku na terenie gospodarstwa kolonistów niemieckich. Drugi P.11 został uszkodzony. Z uwagi na zagrożenie lotniska w Lubieniu, dywizjon wystartował następnie w celu przebazowania z powrotem na zapasowe lotnisko Ostrowy na północ od Krośniewic. Polscy lotnicy natknęli się po starcie na kilka Bf 109E z tej samej jednostki. Zwycięstwa zgłosili ppor. Jan Pudelewicz i ppor. Stefan Wapniarek. W toku walki z oboma eskadrami zestrzelony został na pewno przynajmniej jeden Bf 109 (pilot został ujęty, ale uciekł), ponadto drugi został zniszczony przy lądowaniu przymusowym, prawdopodobnie w związku z walką. Z polskiej strony tylko poważnie uszkodzone zostały dwa P.11c; ppor. Jan Pudelewicz został ranny. Z uwagi na rozbieżności w relacjach i dokumentach, walka ta bywa w starszych źródłach datowana na 10 września lub 11 września, a zwycięstwa przypisywane są kpt. Jastrzębskiemu i ppor. Wapniarkowi.
10 września przed południem dwa klucze myśliwców osłaniały lot rozpoznawczy załóg 34 eskadry rozpoznawczej po trasie Kleczew-Konin-Rychwał-Stawiszyn-Kalisz-Błaszki. Do spotkania z Niemcami nie doszło.
11 września patrole myśliwców osłaniały przemarsz 14 Dywizji Piechoty w rejonie Bielawy oraz Aleksandrowa, Głowna i Skierniewic.
Ranny w rękę i kontuzjowany Pudelewicz został odtransportowany do Warszawy samochodem wraz z ewakuowanymi ze szpitala poznańskiego kpt. Zarembą i ppor. Gedyminem.
Wcześniej pchor. Wapniarek z mł. majstrem wojsk. Kowalskim udali się samochodem w rejon Lubienia, by naprawić uszkodzony  samolot por. Barańskiego z Brygady Pościgowej. Mechanicy naprawili P.11, którą potem przyprowadził do eskadry pchor. Wapniarek.
12 września rozpoznawano rejon walk Grupy Operacyjnej „Koło”. Wykryto kolumnę samochodów niemieckich z wojskiem. Dowodzona przez mjr.  Mieczysława Mümlera grupa 8 samolotów wystartowała do akcji. Przy dolocie nad cel zauważono duże zgrupowanie Heinkli. Polscy myśliwcy rozdzielili się: Mümler z Mazurem zaatakowali bombowce, a pozostali piloci skutecznie ostrzelali kolumnę samochodów. Zniszczono dwa He-111 i zapalono kilka samochodów.
13 września eskadra prowadziła rozpoznanie między innymi na szosach: Łódź–Łęczyca–Uniejów–Poddębice–Łódź i Aleksandrów–Łowicz–Tomaszów–Warszawa. Piloci dostarczyli sztabowi cennych informacji. Bez strat własnych mjr Mieczysław Mümler zestrzelił Hs-126, a pchor. Nowak Do-17. Przy lądowaniu w terenie przygodnym kpr. Kuik rozbił samolot, sam nie doznając obrażeń.
14 września piloci eskadry nadal kontynuowali loty rozpoznawcze. W trakcie wykonywania zadań kpr. Mazur zniszczył 1 Hs-126. Do Bazy w Lublinie odlecieli ppor. Czachowski i pchor. Gabryel, odprowadzając dwa wyeksploatowane samoloty. W południe eskadra przegrupowała się na lądowisko Luszyn.
15 września eskadra dysponowała już tylko 7 samolotami i wykonywała loty rozpoznawcze. Pchor. Wapniarek zestrzelił Do-17. Uczestniczący w walce ppor. Kostecki był ścigany przez Messerschmitta 109, który w pogoni za Polakiem zaczepił skrzydłem o drzewo i runął na ziemię. Kostecki rozbił postrzelony samolot przy lądowaniu, nie odnosząc jednak poważniejszych obrażeń.
16 września samoloty Luftwaffe bombardowały nieustannie oddziały polskie w widłach Bzury i Wisły. Klucz eskadry został zaatakowany przez 9 Me-110. Nie widząc żadnych szans w nierównej walce, Polacy wycofali się. Kolejny klucz w rejonie Łęczyca–Sochaczew zestrzelił 1 Hs-126.
Po południu eskadra odleciała w rejon Iłowa. W Iłowie wylądowało tylko 4 pilotów. Nie dolecieli por. Wiśniewski i kpr. Mazur.
Rozkaz na następny dzień stanowił: samoloty o świcie przelecą do Bazy nr 3. Rzut kołowy za taborami armii przez Puszczę Kampinoską wyruszy do Warszawy.
17 września kpt. Jastrzębski zabrał do kabiny samolotu dr. Chełchowskiego i odlecieli do Bazy nr 3. Z braku paliwa lądowali koło Parczewa, pozostawili uszkodzony samolot i udali się do Warszawy. Lecący także jednym samolotem podporucznicy Bibrowicz i Grzybowski lądowali koło Małaszewicz i udali się w kierunku granicy węgierskiej. W drodze zostali zatrzymani przez oddział Armii Czerwonej i internowani. Dowódca dywizjonu mjr Mieczysław Mümler przekroczył granicę polsko-rumuńską. Pozostały personel latający i naziemny 132 eskadry rzutem kołowym, prowadzonym przez pchor. Wapniarka, w części dostał się do Warszawy, w części do Lublina.
Porucznik Wiśniewski dostał się do niewoli, a kpt. Mazur wystartował do Warszawy, uszkadzając „po drodze” Henschla 126 w rejonie Łącka, ale osaczony przez Messerschmitty ratował się skokiem ze spadochronem.
Podczas przebijania się do Warszawy poległ kpr. Kuik. Natomiast z oblężonej stolicy odlecieli na Węgry pchor. Anders i Olewiński. Personel naziemny w większości włączył się do walk w obronie Warszawy.
| Zestrzelenia                                      | Zestrzelenia                                     | Zestrzelenia                                     | Zestrzelenia                                     |
| ------------------------------------------------- | ------------------------------------------------ | ------------------------------------------------ | ------------------------------------------------ |
|                                                   | Pewne                                            | Pewne                                            | Uszkodzenia                                      |
| 20½                                               | 20½                                              | 1                                                |                                                  |
| Straty eskadry                                    |                                                  |                                                  |                                                  |
| Polegli                                           | pchor. Witold Jaroszka, kpr. Władysław Kuik      | pchor. Witold Jaroszka, kpr. Władysław Kuik      | pchor. Witold Jaroszka, kpr. Władysław Kuik      |
| Ranni                                             | pchor. Jan Maliński, pchor. Jan Pudelewicz       | pchor. Jan Maliński, pchor. Jan Pudelewicz       | pchor. Jan Maliński, pchor. Jan Pudelewicz       |
| Zaginieni                                         | kpr. Kazimierz Mazur                             | kpr. Kazimierz Mazur                             | kpr. Kazimierz Mazur                             |
| Niewola                                           | por. Kazimierz Wiśniewski, ppor. Paweł Łuczyński | por. Kazimierz Wiśniewski, ppor. Paweł Łuczyński | por. Kazimierz Wiśniewski, ppor. Paweł Łuczyński |
| Samoloty                                          |                                                  |                                                  |                                                  |
| Stan                                              | Uzupełnienie                                     | Zniszczone                                       | Przekazanie                                      |
| 12 P.11c                                          | 7                                                | 18                                               | 1                                                |
| Zwycięstwa pilotów 132 eskadry (niezweryfikowane) |                                                  |                                                  |                                                  |
| Data                                              | Stopień, imię i nazwisko                         | Stopień, imię i nazwisko                         | Zestrzelenia                                     |
| 1 września                                        | ppor. pil. Gudelis-Kostecki                      | ppor. pil. Gudelis-Kostecki                      | 1 He 111                                         |
| 1 września                                        | kpr. pil. Jasiński                               |                                                  | 1 He 111                                         |
| 2 września                                        | ppor. pil. Maliński                              | ppor. pil. Maliński                              | 1 He 111                                         |
| 2 września                                        | ppor. pil. Bibrowicz                             | ppor. pil. Bibrowicz                             | 1 Do 17                                          |
| 3 września                                        | ppor. pil. Bibrowicz                             | ppor. pil. Bibrowicz                             | 1 Do 17                                          |
| 4 września                                        | ppor. pil. Łuczyński                             | ppor. pil. Łuczyński                             | 1 Do 17                                          |
| 5 września                                        | pchor. pil. Maliński                             | pchor. pil. Maliński                             | 1 He 111                                         |
| 6 września                                        | ppor. pil. Pudelewicz                            | ppor. pil. Pudelewicz                            | 1 Do 17                                          |
| 7 września                                        | pchor. pil. Wapniarek                            | pchor. pil. Wapniarek                            | 1 He 111                                         |
| 7 września                                        | kpt. pil. Jastrzębski                            | kpt. pil. Jastrzębski                            | 1 Do 17                                          |
| 7 września                                        | ppor. pil. Łuczyński                             | ppor. pil. Łuczyński                             | 1 Do 17                                          |
| 7 września                                        | pchor. pil. Olewiński                            | pchor. pil. Olewiński                            | 1 Do 17                                          |
| 8 września                                        | ppor. pil. Łuczyński                             | ppor. pil. Łuczyński                             | 1 Do 17                                          |
| 9 września                                        | kpt. pil. Jastrzębski                            | kpt. pil. Jastrzębski                            | 1 Bf 110                                         |
| 9 września                                        | pchor. pil. Olewiński                            | pchor. pil. Olewiński                            | 1 Do 17                                          |
| 9 września                                        | pchor. pil. Maliński                             | pchor. pil. Maliński                             | 1 Bf 110                                         |
| 10 września                                       | kpr. pil. Jasiński                               | kpr. pil. Jasiński                               | 1 Bf 110                                         |
| 11 września                                       | ppor. pil. Anders                                | ppor. pil. Anders                                | 1 He 111                                         |
| 11 września                                       | kpt. pil. Jastrzębski                            | kpt. pil. Jastrzębski                            | 1 Bf 110                                         |
| 12 września                                       | ppor. pil. Pudelewicz                            | ppor. pil. Pudelewicz                            | 1 Bf 109                                         |
| 12 września                                       | ppor. pil. Wapniarek                             | ppor. pil. Wapniarek                             | 1 Me 109                                         |
| 16 września                                       | ppor. pil. Wapniarek                             | ppor. pil. Wapniarek                             | 1 Do 17                                          |
| 17 września                                       | kpr. pil. Mazur                                  | kpr. pil. Mazur                                  | 1 Hs 126                                         |

## Personel eskadry
| Stopień, imię i nazwisko         | Okres pełnienia służby |
| -------------------------------- | ---------------------- |
| por. pil. Jerzy Dziembowski      | 1919 – 1921            |
| kpt. pil. Tadeusz Jarina         | 1921 – III 1923        |
| por. pil. Edward Lewandowski     | III 1923 – VII 1924    |
| kpt. pil. Kazimierz Jarzębiński  | VII 1924 – III 1925    |
| kpt. pil. Edward Lewandowski     | VI 1925 – VIII 1926    |
| kpt. pil. Franciszek Jach        | VIII 1926 – X 1929     |
| por./kpt. pil. Mieczysław Mümler | X 1929 – X 1937        |
| kpt. pil. Franciszek Jastrzębski | X 1937 – IX 1939       |

| Stanowisko        | Stopień, imię i nazwisko       |
| ----------------- | ------------------------------ |
| dowódca           | kpt. Franciszek Jastrzębski    |
| zastępca dowódcy  | por. Wiktor Szmulewski         |
| oficer techniczny | ppor. Edward Antoni Dąbrowski  |
| pilot             | ppor. Mikołaj Gudelis-Kostecki |
| pilot             | ppor. Paweł Antoni Łuczyński   |
| pilot.            | ppor. Piotr Ostaszewski        |
| pilot             | ppor. Kazimierz II Rutkowski   |

| Stanowisko           | Stopień, imię i nazwisko                  |
| -------------------- | ----------------------------------------- |
| dowódca eskadry      | kpt. pil. Franciszek Jastrzębski          |
| zastępca dowódcy     | ppor. pil. Henryk Bibrowicz               |
| oficer techniczny    | ppor. techn. Edward Dąbrowski             |
| szef mechaników      | st. majster wojsk. Franciszek Grześkowiak |
| szef administracyjny | st. sierż. Feliks Kaźmierczak             |
| piloci               | ppor. Józef Czachowski (rezerwa)          |
| piloci               | ppor. Mikołaj Gudelis-Kostecki            |
| piloci               | ppor. Jerzy Łazowski (rezerwa)            |
| piloci               | ppor. Paweł Łuczyński                     |
| piloci               | pchor. Bohdan Anders                      |
| piloci               | ppor. Witold Jaroszka                     |
| piloci               | pchor. Jan Maliński                       |
| piloci               | pchor. Kazimierz Olewiński                |
| piloci               | ppor. Jan Pudelewicz                      |
| piloci               | ppor. Stefan Wapniarek                    |
| piloci               | kpr. Włodzimierz Chojnacki                |
| piloci               | kpr. Wawrzyniec Jasiński                  |
| piloci               | kpr. Władysław Kuik                       |
| piloci               | kpr. Kazimierz Mazur                      |
| piloci               | kpr. Bronisław Raszewski                  |
| piloci               | kpr. Leon Skarbecki                       |

## Wypadki lotnicze
W okresie funkcjonowania eskadry miały miejsce następujące wypadki lotnicze zakończone obrażeniami lub śmiercią pilota:
- 8 lipca 1919 w locie ćwiczebnym zginął por. pil. Bolesław Szczepański.
- 16 marca 1920 zginął w locie ćwiczebnym ppor. pil. Stefan Mierzejewski.
- 1 maja 1922 zmarł na skutek obrażeń poniesionych w wypadku lotniczym na samolocie Ansaldo por. pil. Antoni Bartkowiak.
- 28 stycznia 1930 zginął kpr. pil. Czesław Laskowski podczas lotu treningowego lecąc na samolocie Spad.
- 22 maja 1935, podczas startu na szkołę ognia w Biedrusku, zginął kpr. pil. Mieczysław Zalewski.
- 18 października 1935 na zawodach lotnictwa myśliwskiego w Grudziądzu ppor. pil. Józef Szmańko poniósł śmierć.
- 7 maja 1937 podczas treningowej walki powietrznej nad Plewiskami nastąpiło czołowe zderzenie dwóch P.11. Piloci: por. Aleksander Zyskowski ze 132 eskadry i por. Włodzimierz Kujawski ze 131 eskadry ponieśli śmierć.
- 29 listopada 1937, z okazji Święta Podchorążego, odbyły się pokazy lotnicze na lotnisku Ławica. Podczas akrobacji na niskiej wysokości ppor. pil. Piotr Łętowski zaczepił skrzydłem o koronę drzewa w Szczepankowie. Pilot zginął.
- 31 stycznia 1938 zginął, odkomenderowany do Lotniczej Szkoły Strzelania i Bombardowania, twórca eskadrowego loga – kpt. pil. Jan Wróbel.
- 18 czerwca 1939, podczas pokazowej walki powietrznej zastępca dowódcy eskadry por. pil. Wiktor Szmulewski zderzył się z samolotem kpr. pil. Wawrzyńca Jasińskiego. Ten ostatni uratował się skacząc ze spadochronem, a por. Szmulewski zginął.

## Samoloty eskadry
Po przemianowaniu jednostki na 132 eskadrę myśliwską, jej uzbrojenie stanowiły samoloty Blériot-SPAD S.61.
W drugiej połowie 1933 sukcesywnie zaczęto wymieniać samoloty na PZL P.7 a. Starsze PWS-10 przekazano nowo formującej się 133 eskadrze myśliwskiej.
W 1936 eskadry myśliwskie 3 plot otrzymały na wyposażenie samoloty PZL P.11c.
W kampanii wrześniowej eskadra posiadała dziesięć samolotów PZL P.11c.

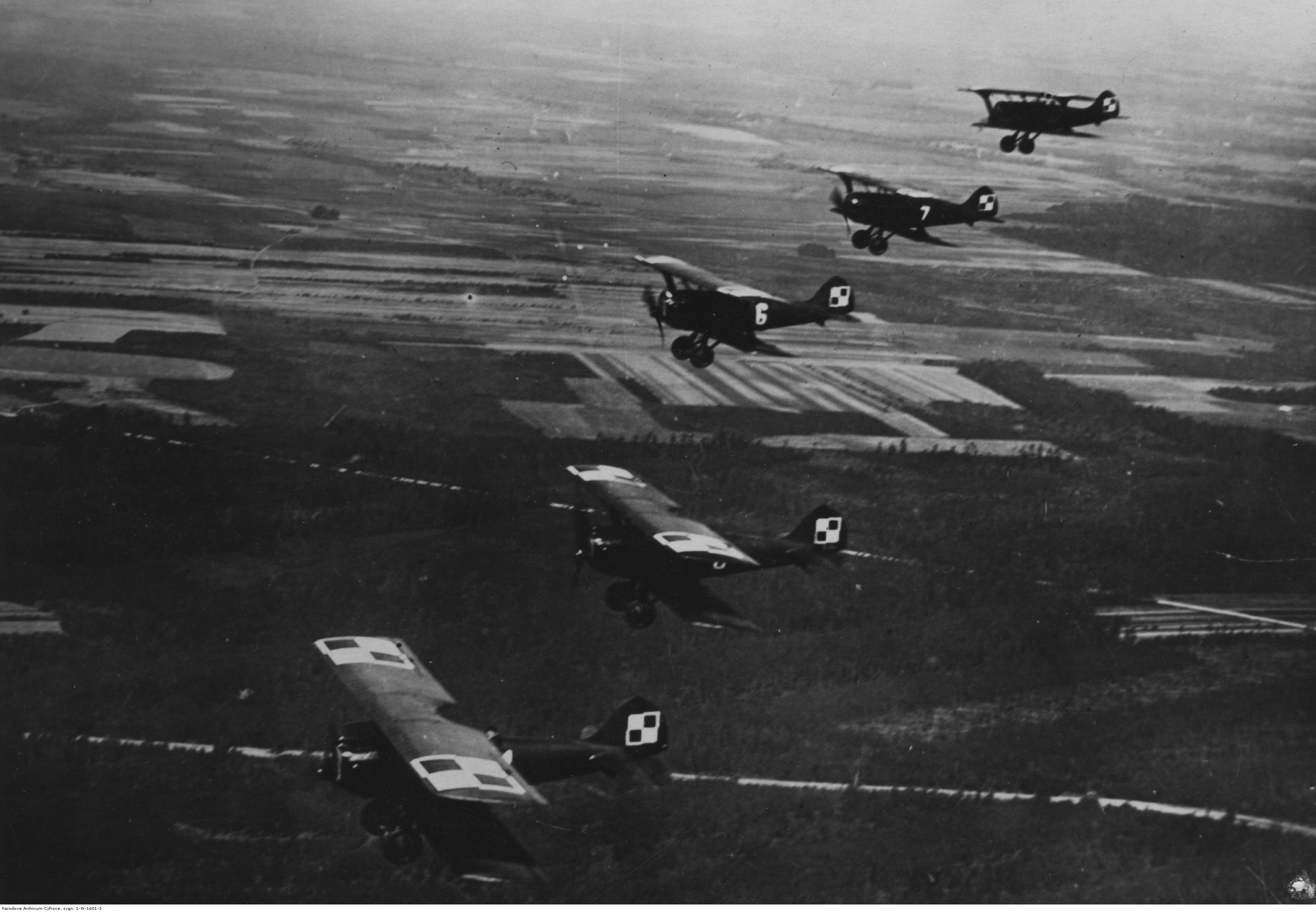
Blériot-SPAD S.61 ( –1931)
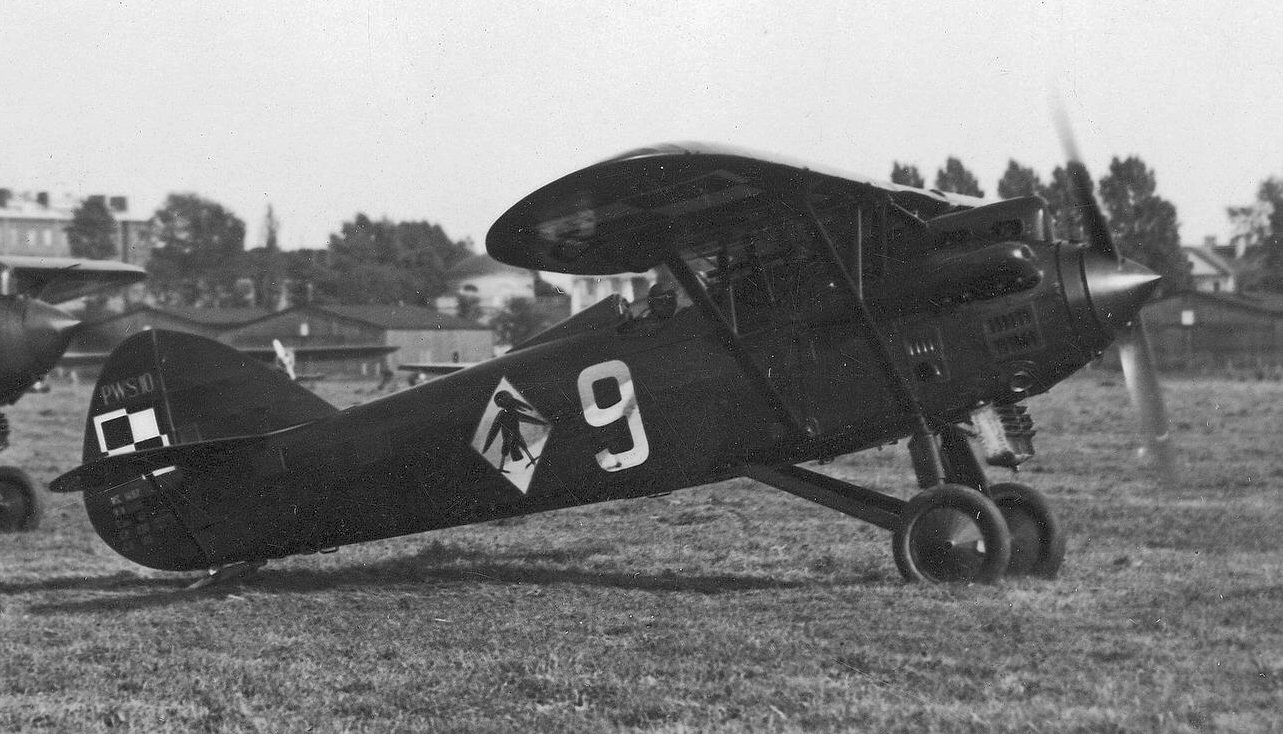
PWS-10 (1931–1933)
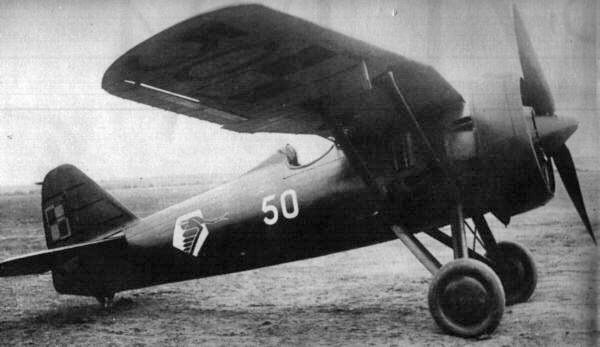
PZL P.7 a (1933 – 1936)
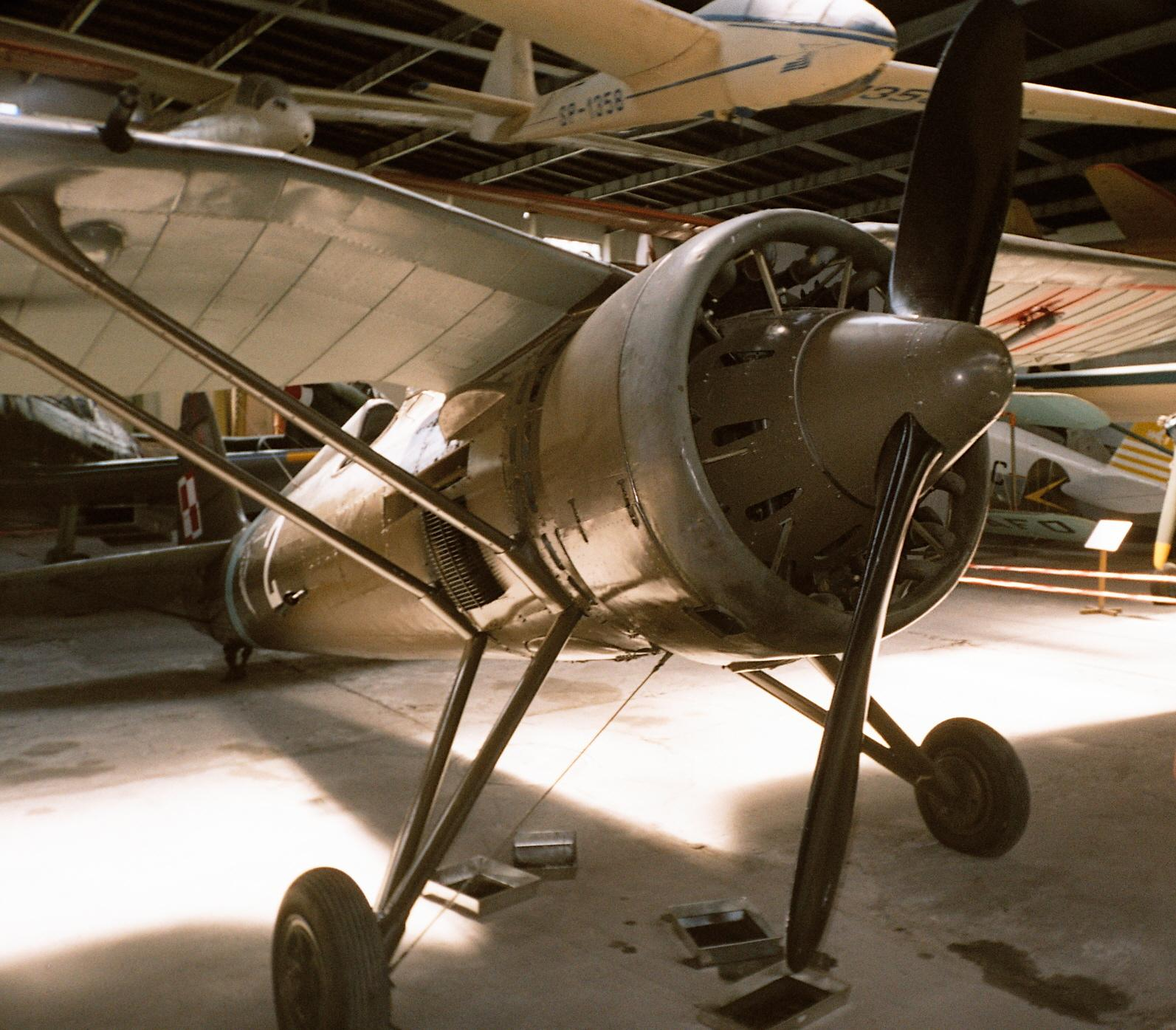
PZL P.11c (1936–1939)

## Upamiętnienie eskadry
- Tradycje eskadry kontynuowały: 302 Dywizjon Myśliwski „Poznański”, II Dywizjon Myśliwski Krakowsko-Poznański, 3 Pułk Lotnictwa Myśliwskiego „Poznań”, 3 Eskadra Lotnictwa Taktycznego„Poznań”
- Tradycje kontynuuje: 31 Baza Lotnictwa Taktycznego.